# Guerres romano-etrusques
Les guerres romano-etrusques van ser un seguit de guerres lliurades entre l'antiga Roma –que inclou tant el Regne romà com la República Romana– i els etruscs, des dels primers anys de la història de Roma. La informació sobre moltes d'aquestes guerres és molt limitada, particularment aquelles lliurades durant els primers anys de Roma, i en gran manera només tenim en informació provinent de texts antics.

## Abans de la fundació de Roma
Segons el mite de la fundació de Roma que explica Tit Livi, els etruscs, liderats per Mezenci i aliats amb el rei Turn dels rútuls, van atacar els llatins i els troians exiliats, que estaven liderats per Latinus i Enees, respectivament. Els llatins i els troians van resultar vencedors, i Turn va morir en combat. La pau consegüent va establir les bases segons les quals el riu Tíber seria la frontera comuna entre els etruscs i els llatins.

## Fidenes i Veïs

### Primera guerra contra Fidenes i Veïs
Al segle viii aC, durant el regnat de Ròmul, el primer rei de Roma, la ciutat etrusca de Fidenes va decidir esborrar Roma del mapa per evitar que es convertís en una futura amenaça i va iniciar el saqueig del seu territori. Per contraatacar, Ròmul va marxar contra Fidenes i va acampar-hi al davant. Preparant una emboscada a la rodalia de la ciutat, va enviar una bona part de l'exèrcit a les portes de Fidenes per fer-ne sortir els soldats enemics. Davant l'aparent desordre de les files romanes, les tropes de Fidenes van sortir al seu encontre i van caure en l'emboscada. Les forces de Ròmul van pressionar l'exèrcit de la ciutat fins a les mateixes portes; la proximitat dels romans va impedir a Fidenes de tancar les portes, fet que Roma va aprofitar per ocupar-la.
La gent de Veïs es van amoïnar per la situació desencadenada a Fidenes, tant per la seva proximitat a Veïs com per la seva relació de consanguinitat amb la gent de Fidenes, que també eren etruscs, i per aquest motiu van iniciar una incursió pel territori romà. Després de saquejar-lo, van tornar a Veïs amb el botí aconseguit. Ròmul i l'exèrcit romà, aleshores, van marxar fins a les portes de la ciutat etrusca i van combatre l'exèrcit de Veïs davant mateix de les muralles de la ciutat. Els romans van vèncer i van obligar la gent de Veïs a recloure's dins la ciutat. Com que els romans no tenien, en aquells moments, la força suficient per assetjar Veïs, van decidir arrasar el seu territori. Els habitants de Veïs van intentar negociar i finalment es va acordar un tractat de pau que havia de durar cent anys, que també va incloure la cessió de certs territoris seus als romans.
En la segona guerra contra Fidenes i Veïs, el segle vii aC, Livi descriu Fidenes com a colònia romana. Podria ser que aquesta situació colonial s'hagués establert aleshores, després de la victòria de Ròmul.

### Segona guerra contra Fidenes i Veïs

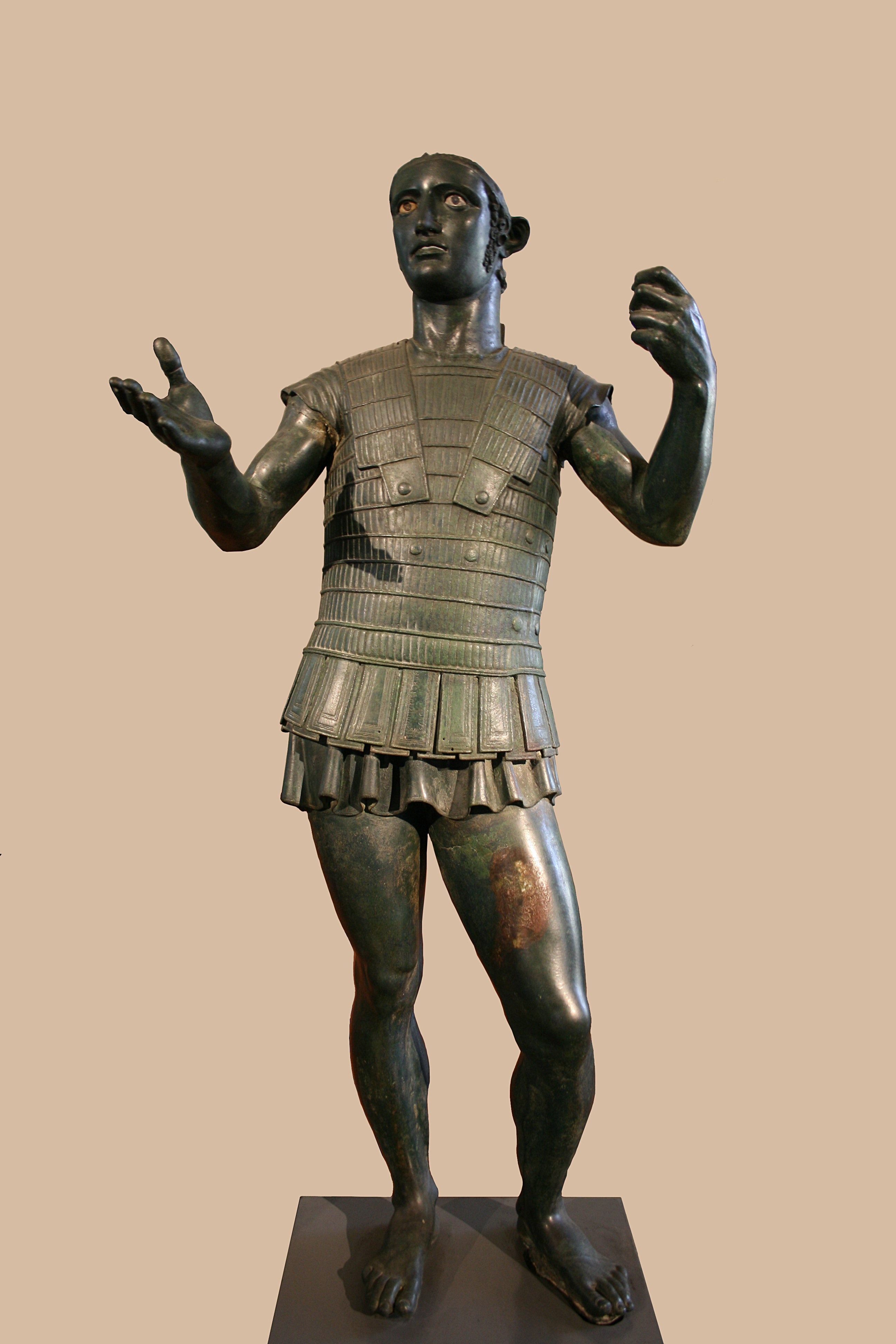
El Mart de Todi, escultura de bronze a escala real d'un soldat realitzant una ofrena votiva (final del s. V aC – començament del s. IV aC)

Al segle vii aC, durant el regnat del tercer rei de Roma, Tul·li Hostili, les tropes de Fidenes i Veïs van tornar a marxar contra Roma. Segons Livi, van ser incitats a la guerra per Meci Fufeci, dictador d'Alba Longa, el qual havia estat derrotat anteriorment per Roma i, per tant, s'havia convertit en el seu vassall.
Fidenes es va rebel·lar obertament contra Roma. Tul·li va fer venir Meci i el seu exèrcit des d'Alba Longa i, juntament amb l'exèrcit romà, van dirigir-se cap a la ciutat etrusca. L'exèrcit combinat de romans i albans van travessar l'Ànius i van acampar prop de la confluència entre aquest riu i el Tíber. L'exèrcit de Veïs, mentrestant, també va travessar el Tíber i, juntament amb el de Fidenes, van formar una línia de batalla prop del riu; les tropes de Veïs situades al costat del reiu, i les de Fidenes a la vora de les muntanyes. L'exèrcit albanoromà es va situar encarat contra ells: els romans davant de la gent de Veïs, i els albans davant de l'exèrcit de Fidenes.
Quan va començar la batalla, això no obstant, Meci i els albans van començar a desplaçar-se cap a les muntanyes, amb la intenció de desertar. Tul·li va parlar amb els seus soldats, però, assegurant-los que el moviment dels albans estava motivat per ordres precises seves. Les tropes de Fidenes, que com que ja era una colònia romana entenien el llatí, van sentir el que Tul·li deia dels albans i van tenir por que l'exèrcit d'Alba Longa carregués després des de les muntanyes per la rereguarda: segons Livi, van abandonar el camp de batalla. Aleshores, els romans es van dirigir contra la gent de Veïs.

## Guerra contra Veïs i els etruscs
Al segle vi aC, segons Livi, el sisè rei de Roma, Servi Tul·li, va anar a la guerra contra Veïs, després que expirés una treva anterior, i contra els etruscos. D'aquest conficlte se'n sap ben poca cosa, excepte que el rei era conegut pel seu valor i la seva bona sort, que es va enfrontar a un gran exèrcit format per tropes etrusques i de Veïs, i que la guerra va ajudar-lo a fonamentar la seva posició a Roma, d'on era rei des de feia poc. Segons els fasti triomfals, Servi va celebrar tres triomfs sobre els etruscos, incloent-ne un del 25 de novembre del 571 aC i un altre del 25 de maig del 567 aC (la data del tercer triomf resulta il·legible als fasti).
Livi escriu que durant el regnat del seu successor, Tarquini el Superb, Roma va renovar el tractat amb els etruscos. Es desconeix quin tractat de pau anterior era el que es va renovar.

## Roma contra Tarquini

### Guerra contra Veïs i Tarquínia (509 aC)
El 509 aC la monarquia romana va ser derrocada i es va donar inici a la República Romana, que aquell mateix any elegiria els seus primers cònsols. El rei deposat, Tarquini el Superb, la família del qual provenia de Tarquínia, a Etrúria, va aconseguir el suport de les ciutats de Veïs i Tarquínia, recordant-los als primers les seves derrotes militars passades i les terres perdudes davant Roma, i als segons els seus llaços familiars. Els exèrcits de totes dues ciutats van seguir Tarquini a la batalla, però van ser derrotats per l'exèrcit romà a la batalla de Silva Àrsia. El cònsol Valeri va apoderar-se d'un gran botí provinent dels etruscs derrotats i va tornar a Roma, on va celebrar un triomf l'1 de març del 509 aC.
Livi escriu que més tard, aquell mateix any, Valeri va tornar a lluitar amb l'exèrcit de Veïs. No es pot precisar si aquest combat va ser una continuació de la batalla de Silva Àrsia o bé va ser una disputa diferent. Tampoc se sap quan va tenir lloc aquesta disputa.

### Guerra contra Clúsium (508 aC)
Tarquini, incapaç de recuperar el tron utilitzant les tropes de Tarquínia i Veïs, va sol·licitar la col·laboració de Lars Porsenna, rei de la ciutat etrusca de Clúsium, el 508 aC. En aquell moment Clúsium era una de les ciutats més importants del món etrusc.
El Senat romà es va assabentar de l'aproximació de l'exèrcit de Porsenna i va patir per la possibilitat que el poble de Roma s'espantés i permetés l'entrada dels enemics a la ciutat. Segons això, el Senat va prendre un seguit de mesures per enfortir la resolució del poble pla, que incloïen la compra de gra als volscs i a Cumes, va nacionalitzar les llicències per a la venda de sal (que en aquell moment era molt cara) i va eximir les classes més baixes de pagar impostos i obligacions duaneres al port. Aquestes mesures van reeixir, i la moral del poble es va tornar contra l'enemic.
Porsenna i el seu exèrcit van atacar Roma. Mentre les seves tropes es dirigien cap al pont Sublici, un dels passos sobre el Tíber que permeten entrar a la ciutat, Publi Horaci Cocles va travessar la construcció per retardar l'enemic i permetre als romans destruir el pont. Allí s'hi van afegir Tit Hermini Aquilí i Espuri Larci Flau. Hermini i Larci es van retirar quan el pont ja era gairebé destruït. Horaci va esperar fins que el pont va caure, i després va travessar el riu nedant sota el foc enemic. Es va erigir una estàtua en honor d'Horaci al Comici, i a més el mític heroi fou obsequiat amb terres pagades per l'estat i altres reconeixements individuals.
Com que l'atac no havia sortit tal com s'esperava, Porsenna va decidir assetjar la ciutat. Va disposar una guarnició al Janícul, va bloquejar el transport fluvial i va enviar partides per saquejar els camps que envoltaven la ciutat.
Durant el setge, el cònsol Valeri Publícola va aconseguir eliminar un grup de l'exèrcit clusià amb un ramat de bestiar que va fer sortir per la porta Esquilina. Es va ordenar a Tit Hermini que s'esperés a la via Gabina, a dues milles de Roma; Espurci Larci dirigia un grup a l'interior de la porta Col·lina; el cònsol Tit Lucreci Triciptí esperava amb més tropes a la porta Nèvia; mentre que el mateix Valeri dirigia un destacament que havia de baixar pel Celi. L'emboscada va sortir tal com s'esperava i el destacament clusià va ser anihilat.
El setge, això no obstant, va continuar. Després de l'aprovació del Senat, un jove romà anomenat Gai Muci va entrar, d'incògnit, al campament etrusc, amb l'objectiu d'assassinar Porsenna. Tot i així, quan Muci es trobava prop del rei, no va poder diferenciar-lo del seu secretari, que va matar enlloc del monarca. Muci va ser capturat pels etruscos, que el van portar davant Porsenna. El jove romà va declarar la seva identitat i quin era l'objectiu de l'entrada al campament. Va amenaçar que ell només era el primer de tres-cents joves romans enviats per posar fi a la vida del rei. Per demostrar el seu valor, Muci va posar la mà en una de les fogueres de campanya etrusques, cosa que li va valdre des d'aleshores, per a ell mateix i els seus descendents, el cognom de Scaevola ("manc"). Muci també es va guanyar terres estatals al marge dret del Tíber, una zonaque posteriorment seria coneguda com els Mucia Prata ("prats d'en Muci"). Porsenna, sorprès per la valentia del jove, el va deixar anar del campament, lliure per tornar-se'n a Roma.
La major part de les fonts diuen que aquest setge va acabar amb un tractat de pau.
En aquest punt, segons Livi, Porsenna va enviar ambaixadors a Roma per oferir un tractat de pau. Se'n van negociar els termes; Porsenna demanava que Tarquini fos restaurat al tron de Roma, però els romans s'hi van negar. No obstant això, els romans van acceptar retornar a Veïs les terres que els havien ocupat durant les guerres anteriors, i també el lliurament d'alguns ostatges romans, a canvi de la retirada de la guarnició etrusca situada al Janícul.
Així, es va acordar signar la pau i es van enviar diversos ostatges a Porsenna. Un d'aquests ostatges va ser una noia jove anomenada Clèlia, que, al capdavant d'un grup de verges romanes, va abandonar el campament etrusc i va tornar a Roma. Quan Porsenna va demanar que fos retornada, però, els romans hi van consentir. Quan va arribar, no obstant això, sorprès per la valentia de la jove, el rei etrusc va permetre-li escollir entre tots els ostatges la meitat, que seria alliberada. Aleshores Clèlia va escollir els nois joves, que van tornar a Roma. Per aquest motiu Roma va honrar Clèlia amb una estàtua al capdamunt de la via Sacra, muntada a cavall, com un equites, honor molt poc habitual per una dona romana.
Livi explica que, encara durant la seva època, les subhastes públiques de béns, a Roma, es referien tradicionalment com a vendes de béns del rei Porsenna, i que això es relacionava d'alguna manera amb la guerra contra Clúsium. Livi conclou que, probablement, aquest fet estava relacionat amb la retirada de Porsenna de Roma, quan va deixar les seves provisions enrere com un obsequi per a la ciutat.
Livi també escriu que, després de la guerra, diversos soldats etruscs van tornar a Roma buscant refugi després de la guerra entre Clúsium i Arícia, i que molts d'aquests etruscs s'havien quedat a viure a Roma, on se'ls va garantir un espai per viure, que va passar a conèixer-se com el Vicus Tuscus.
El 507 aC, Porsenna va tornar a enviar ambaixadors al Senat romà, demanant que restauressin el tron a Tarquini. Els llegats que Roma va enviar com a resposta van fer saber a Porsenna que els romans mai readmetrien Tarquini, i que el monarca etrusc faria bé de respectar la voluntat del poble romà i deixar de demanar la readmissió de Tarquini. Porsenna ho va acceptar i va demanar a Tarquini que continués el seu exili en una altra població que no fos Clúsium. Així, Porsenna també va retornar els hostatges romans i les terres de Veïs que Roma havia aportat en el tractat de pau.
Tot i que els antics romans creien que el setge era un esdeveniment històric, molts historiadors moderns pensen que aquesta guerra va ser, almenys en part, un esdeveniment mític.

## Guerra entre Roma i els sabins del 505-504 aC
Entre el 505 aC i el 504 aC hi va haver una guerra entre els romans i els sabins. Tot i que Livi no fa cap referència a la participació dels etruscos, els fasti triomfals expliquen que el cònsol Publi Valeri Publícola va celebrar un triomf sobre els sabins i Veïs el maig del 504 aC.

## La guerra fàbia contra Veïs (483-476 aC)

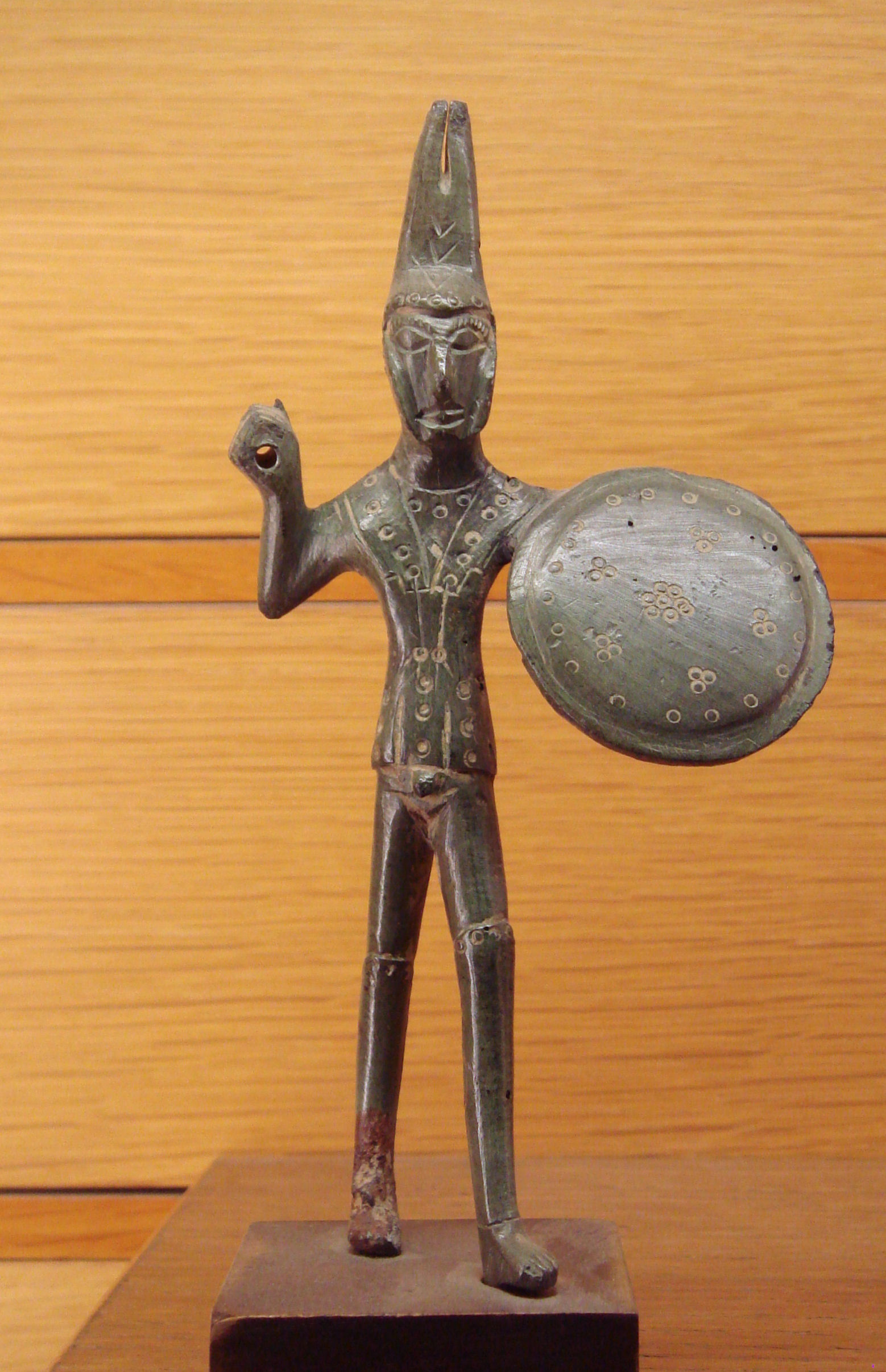
Guerrer etrusc (c. 500 aC)

Entre els anys 483 aC i 476 aC, Veïs va dur a terme una nova guerra contra Roma, assistits per auxiliars etruscos. Per part de Roma, els membres de la gens Fàbia van aconseguir molta prominència, fet que va convertir la guerra gairebé en un conflicte personal entre aquesta família i les tropes de Veïs. Finalment, Roma va aconseguir imposar-se.
Livi suggereix que, durant el primer any del conflicte, els romans no van prestar-hi gaire atenció, principalment perquè la seva pròpia força era més que suficient per acabar guanyant la guerra, i estaven més preocupats per conflictes interns. Això no obstant, l'exèrcit de Veïs va entrar en territori romà el 482 aC i en va saquejar els camps de conreu. Livi també explica que les tropes de Veïs van arribar a amenaçar d'assetjar la mateixa ciutat de Roma el 481 aC, però el comandament de les tropes romanes va ser entregat al cònsol Espuri Furi Fus i no va passar res de destacable aquell any.
El 480 aC, Roma va patir un important conflicte intern, fet que va motivar Veïs a ocupar bona part del camp romà, amb l'esperança de trencar el poder de la ciutat llatina. En aquest esforç van rebre el suport de forces provinents de diverses ciutats etrusques.

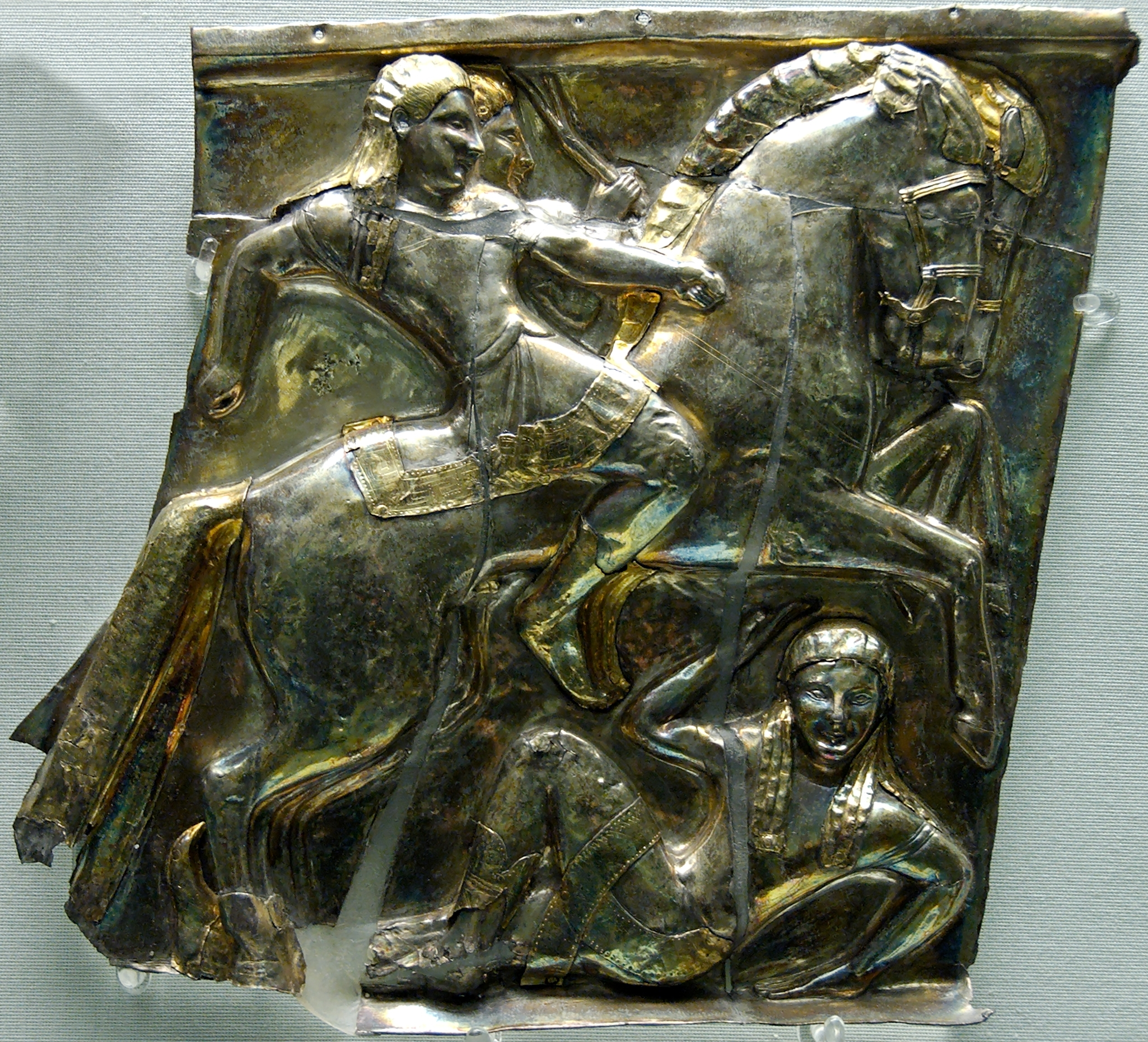
Dos genets etruscs i un home caigut (540 aC – 520 aC), plafó d'argent trobat el 1812 en una tomba a Castel San Marino, prop de Perusa

Els cònsols Marc Fabi Vibulà i Gneu Manli Cincinnat, preocupats per la manca de disciplina dels soldats romans els darrers anys, van intentar mantenir-los allunyats dels combats, fins que les repetides provocacions de la cavalleria etrusca els van obligar a fer-ho. Fabi va exigir a aquells dels seus soldats que semblaven més disposats al combat que juressin retornar victoriosos, abans d'ordenar l'atac. Un cop iniciat, els soldats romans van lluitar amb gran valentia, sobretot després que Quint Fabi, germà del cònsol, fos mort en combat. Manli, que comandava l'ala oposada, va resultar greument ferit i es va haver de retirar de la primera línia. Quan els seus homes van començar a retirar-se en desbandada, Marc Fabi va aparèixer per evitar una massacre, assegurant-los que el seu capitost no era mort. Manli finalment va aparèixer per donar confiança als seus homes.
Els etruscs van aprofitar una pausa en els combats per atacar el campament romà i van trencar les defenses dels reserves. No obstant això, quan els cònsols van saber que estaven atacant el seu campament, Manli es va desplaçar fins allà, va bloquejar les sortides i va envoltar els etruscs. Desesperats per fugir, els etruscs van assaltar les posicions del cònsol; en un primer moment, el foc romà va evitar la fugida dels etruscos, però una càrrega final va superar els homes de Manli, que va caure mortalment ferit. Les tropes romanes van tornar a entrar en pànic, però un dels oficials del cònsol caigut va retirar el seu cos i va deixar un camí perquè els etruscs poguessin fugir, cosa que va permetre a Fabi eliminar-los mentre escapaven.
Tot i que la batalla va ser una victòria molt important per a Fabi, la pèrdua del seu germà i la del seu col·lega va ser un fort revés, motiu pel qual va rebutjar el Triomf que li va oferir el Senat romà.
El 479 aC, la guerra amb Veïs va ser assignada al cònsol Tit Virgini Tricost Rutil, mentre que el seu col·lega, el cònsol Cesó Fabi Vibulà, combatia una incursió dels eques. Virgini, que es va precipitar massa, gairebé va ser anihilat amb tot el seu exèrcit, i només es va salvar per l'arribada de Cesó Fabi amb el seu exèrcit, que havia derrotat els eques prèviament.
Aquell mateix any la gens Fàbia es va adreçar al Senat proposant que només la seva família gestionés les qüestions militars i financeres de la guerra contra Veïs. El Senat s'hi va mostrar d'acord, amb agraïment, i la gentada va exclamar el nom dels fabis. L'endemà, els fabis es van armar i 306 homes, incloent-hi el cònsol, van marxar a través de Roma i van sortir per la porta Carmental. Dirigint-se al nord, van establir el seu campament vora el riu Cremera i el van fortificar.
El 478 aC, els fabis van aconseguir penetrar en territori de Veïs. Tot i així, les tropes d'aquesta ciutat van aixecar un exèrcit d'etruscos que va atacar el campament romà del Cremera. Per aixecar el setge s'hi va haver de desplaçar un exèrcit romà liderat pel cònsol Luci Emili Mamerc; una càrrega de la cavalleria romana va fer retirar l'exèrcit de Veïs, que es va dirigir cap a Saxa Rubra i va demanar la pau.
El 477 aC les hostilitats es van renovar i els combats van augmentar, amb incursions dels fabis en territori de Veïs i viceversa. Les tropes de Veïs van preparar una emboscada, que va donar com a resultat la batalla del Cremera, probablement el 18 de juliol del 477 aC. En va resultar una victòria de l'exèrcit de Veïs, i tots els fabis van ser assassinats. Només en va sobreviure Quint Fabi Vibulà, perquè era massa jove per participar en batalles i, per tant, es trobava a Roma.
Després de saber-se les notícies d'una derrota tan important, el Senat romà va enviar un exèrcit comandat pel cònsol Tit Meneni Lanat, però també van ser derrotats. Aleshores les tropes de Veïs es van dirigir cap a Roma i van ocupar el Janícul. El Senat va demanar a l'altre cònsol, Gai Horaci Púlvil, que estava lluitant contra els volscs, que tornés per enfrontar-se als etruscos. Hi va haver dues batalles decisives contra l'exèrcit de Veïs, la primera prop del temple de Spes, al costat de la porta Prenestina, i la segona a la porta Col·lina. Finalment, els soldats de Veïs es van retirar de Roma i van dedicar-se a saquejar els camps romans, fins que van ser derrotats per Roma l'any següent.

## Combatent a Sutri, Nepi i prop de Tarquínia (389-386 aC)

### La visió dels clàssics

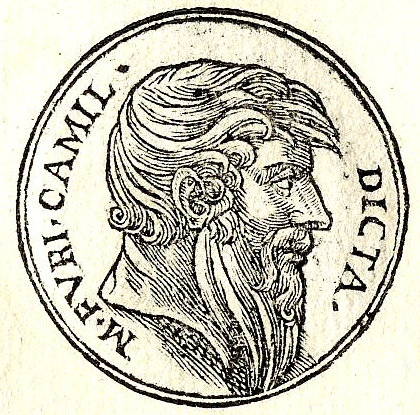
Representació del de Marc Furi Camil

El 390 aC, una host gal·la va derrotar l'exèrcit romà a la batalla de l'Àl·lia, per posteriorment saquejar Roma. Els escriptors clàssics expliquen que, el 389 aC, els etruscos, els volscs i els eques van organitzar els seus exèrcits per explotar aquest buit de poder romà. Segons Livi, els líders de tot Etrúria es van reunir al santuari de Voltumna per formar una aliança militar contra Roma. Veient-se en perill, els romans van nomenar dictador Marc Furi Camil. Camil va decidir començar per combatre els volscs, i va deixar, segons Livi, una força comandada pel tribú consular L. Emili Mamercí al territori de Veïs, amb l'objectiu de controlar els moviments etruscos. En el transcurs de dues campanyes, Camil va derrotar totalment les forces dels volscs i els eques, i així es va poder centrar en els exèrcits etruscos.
Tit Livi i Plutarc, i de manera més sumària Diodor de Sicília, expliquen la guerra entre romans i etruscs d'una manera molt similar. Mentre Camil es trobava en campanya contra volscs i eques, els etruscs van assetjar la ciutat de Sutri, aliada dels romans. La gent de Sutri va demanar ajuda als romans i Camil, ja victoriós sobre els volscs i els eques, va marxar amb el seu exèrcit per ajudar-los; això no obstant, abans d'arribar-hi, els habitants de Sutri s'havien vist obligats a acceptar una rendició condicional i van poder abandonar la ciutat desarmats i amb només una peça de roba per persona. El mateix dia de l'evacuació de Sutri, Camil es va trobar els seus habitants que marxaven en direcció contrària. Aleshores va ordenar als seus homes que deixessin l'equipatge enrere i va marxar fins a Sutri, on va trobar l'enemic encara dispers i ocupat saquejant la ciutat. Camil va ordenar que es tanquessin totes les portes de la ciutat i va llançar l'exèrcit a l'atac abans que els etruscs poguessin concentrar les seves forces. Els etruscos, veient-se atrapats, en un primer moment van intentar lluitar fins al final, però quan van saber que les seves vides serien respectades es van rendir en massa. Sutri va ser capturada dues vegades en un mateix dia. Livi descriu la quantitat del botí aconseguit. Havent guanyat tres guerres simultànies, Camil va tornar a Roma amb un triomf. Els presoners etruscs van ser venuts públicament; un cop es va haver pagat l'or que pertanyia a les matrones romanes (havien contribuït amb el seu or per salvar Roma dels gals), encara en va quedar prou per fer tres calzes d'or amb el nom de Camil inscrit, que van ser col·locats al Temple de Júpiter Optimus Maximus, davant dels peus de l'estàtua de Juno.
Livi és l'única font escrita que parla dels fets que es van esdevenir als anys següents. Escriu que el 388 aC, l'exèrcit romà va envair el territori de Tarquínia, on es van capturar les ciutats de Cortuosa i Contenebra. La primera va ser atacada per sorpresa i va caure al primer assalt. A Contenebra, un petit destacament va intentar resistir, però després de pocs dies va sucumbir davant de la superioritat numèrica de Roma.
El 387 aC hi havia rumors a Roma que Etrúria estava intentant alçar-se contra Roma un altre cop, i el Senat es va tornar a adreçar a Camil, que aquell any era un dels sis tribuns consulars. Això no obstant, Camil estava més interessat en les notícies que arribaven dels volscs, que intentaven ocupar la regió pontina. Amb Camil ocupat, els etruscs van atacar els emplaçaments fronterers de Nepi i Sutri. Tot i així, Camil va derrotar ben aviat els volscs, mentre a Roma es preparava un segon exèrcit. Camil i el seu col·lega, Publi Valeri Publícola Potit, van rebre el comandament d'aquest segon exèrcit i de la guerra contra els etruscos. Quan Camil i Valeri van arribar a Sutri, els etruscs ja havien ocupat mitja ciutat, mentre els seus habitants defensaven el que en quedava mitjançant barricades als carrers. Camil va dividir l'exèrcit en dos i va ordenar al seu col·lega que ataqués els murs de la part de la ciutat on ja hi havia l'enemic. Atacats des de dins i des de fora de la ciutat, els etruscs van entrar en pànic i van patir moltes baixes. Amb la recuperació de Sutri, els romans van marxar cap a Nepi, que aleshores ja s'havia rendit als etruscos, després de patir la traïció d'alguns membres de la guarnició. En un primer moment, Camil va intentar convèncer els habitants de Nepi que fessin fora la guarnició etrusca. Quan van negar-s'hi, l'exèrcit romà va ocupar la ciutat per assalt. Tots els etruscs i la gent de Nepi que els van donar suport van ser assassinats, i a la ciutat es va establir una guarnició romana. Després d'aquesta victòria no hi va haver cap més conflicte registrat entre romans i etruscs fins al 358 aC, quan Roma va entrar novament en conflicte amb Tarquínia.

### Interpretacions modernes

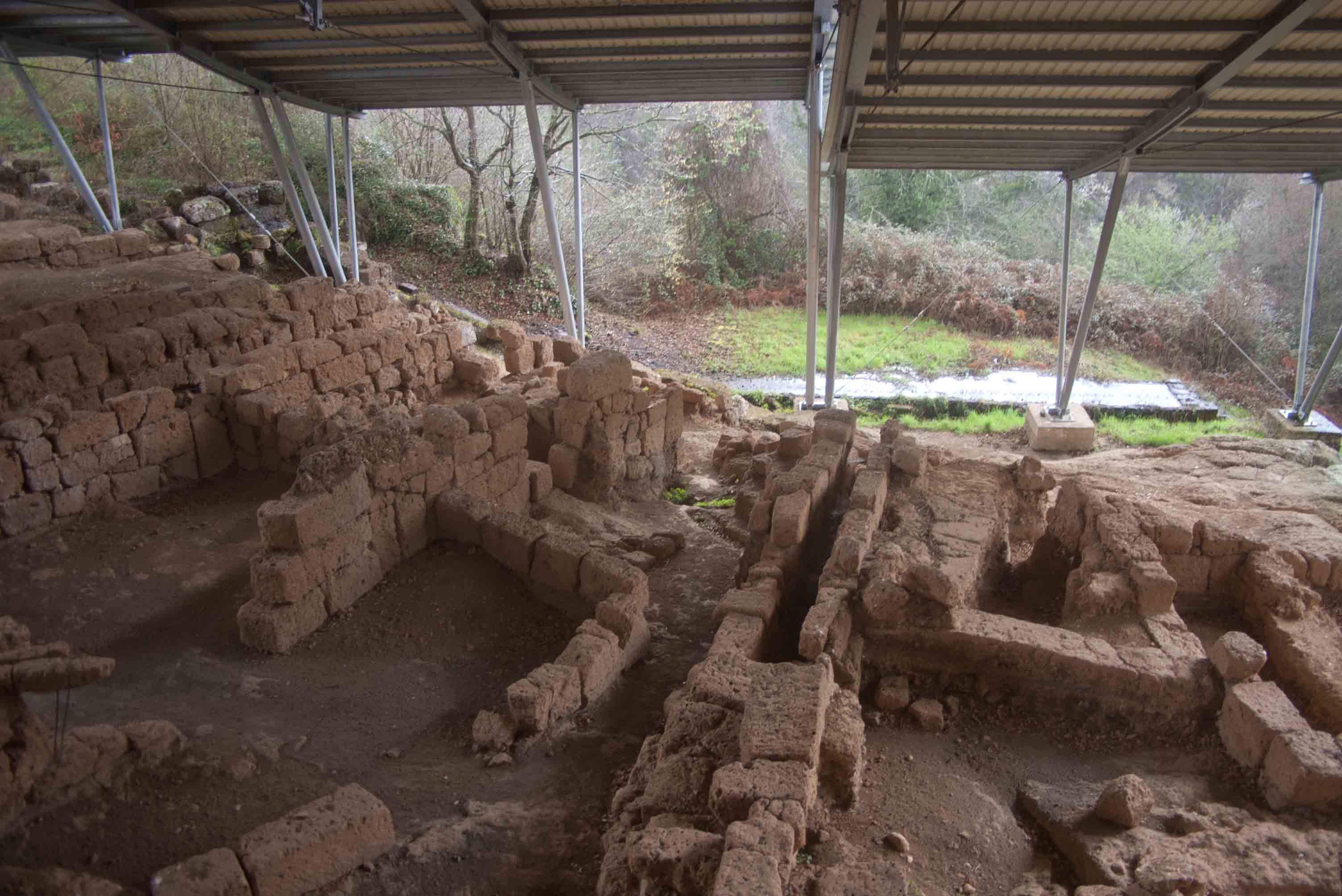
Jaciment etrusc de San Giovenale, destruït durant el

Les fonts tot sovint fan referència a les reunions de la Lliga etrusca al temple de Voltumna. La Lliga encara existia durant l'Imperi Romà, quan es reunia prop de Volsinii; aquest també podria haver estat el lloc de reunió durant el segle IV aC. No obstant això, els historiadors moderns consideren la Lliga etrusca més aviat com una organització purament religiosa, dedicada a la celebració de les festivitats etrusques comunes, i no com una aliança militar. A més, les fonts romanes i d'altres indrets semblen descriure una Etrúria desunida i dividida entre diverses ciutats estat rivals. Així, les referències a una Etrúria unida contra Roma són considerades allunyades dels fets històrics. Les fonts originals romanes, potser, parlaven de lluitar contra "els etruscos" sense especificar la ciutat. Més tard, els escriptors podrien haver expandit aquest fet per englobar totes les ciutats de l'Etrúria, i hi incloïen les plausibles, tot i que fictícies, reunions de la Lliga etrusca.
Les moltes similituds que hi ha entre les campanyes del 389 aC i el 386 aC, en les quals Camil és nomenat comandant, derrota els volscs i es desplaça per ajudar la ciutat de Sutri, ha provocat que molts historiadors considerin que al capdavall es podria tractar de la mateixa campanya, o que fins i tot aquesta campanya podria no haver existit mai. Aquest va ser el punt de vista pres per Karl Julius Beloch, que opinava que el saqueig de Roma havia provocat un efecte molt greu i durador en les fortunes romanes. Així, les àmplies victòries aconseguides per Camil en tant poc de temps, tant contra els etruscs com contra els volscs, serien invencions per minimitzar l'escala de la derrota de Roma. Els autors clàssics van tractar aquestes victòries inventades de maneres diferents, assignant-hi diferents anys amb detalls distints, fins que en l'obra de Livi apareixen com dues campanyes diferents, però en tots cas totes dues serien fictícies i no formarien part de la història.
T.J. Cornell (1995) creu que el saqueig de Roma va ser un revés del qual es va recuperar ràpidament, i considera les victòries romanes posteriors com una continuació de la política expansionista agressiva que havia començat la dècada del 420 aC. El registre d'aquestes victòries hauria estat exagerat i elaborat, i potser alguns esdeveniments es van duplicar, però essencialment descriuen esdeveniments històrics que encaixen en aquesta imatge de l'expansió de Roma. Tot i que el rol de Camil podria haver estat exagerat, la freqüència en la qual apareix amb càrrecs és una mostra de la seva importància política a Roma durant aquest període.
S.P. Oakley (1997) considera que els registres d'una victòria de Roma contra els etruscs el 389 aC és històrica, però que tots els detalls, a part que Sutri va ser alliberada, són probablement invencions. Amb l'excepció del reemborsament de l'or a les matrones, la descripció de Livi del triomf de Camil el 399 aC podria basar-se en informació autèntica, i si fos així, aquest fet confirmaria els combats d'aquell any. L'historiador també creu que la campanya del 386 aC també podria ser històrica, però amb algun dels detalls manllevat de la del 389 aC. Una victòria més sonada de Camil aquell any podria explicar per què no hi va haver més combats a la frontera etrusca a partir del 358 aC.
Gary Forsythe (2005) manté un punt de vista més escèptic. Considera que només es pot considerar històrica l'existència de tres calzes d'or dedicats per Camil a Juno. Considera que els autors clàssics s'inventaven un seguit de victòries espectaculars contra els enemics tradicionals de Roma en època de Camil, és a dir, els etruscos, els eques i els volscs, i les dataven a partir de l'any en què els gals van saquejar Roma, quan la ciutat se suposava assetjada per enemics a tots cantons.
La narració de la captura de Cortuosa i Contenebra per part de Livi, el 388 aC, ha rebut moltes menys mostres d'escepticisme que les campanyes del 389 aC i el 386 aC. No es té cap més referència sobre aquestes ciutats, i la seva localització encara no es coneix avui en dia. Com que la invenció de la captura de localitats secundàries no hauria estat un incentiu suficient per als escriptors clàssics, els historiadors moderns consideren que aquests fets estan basats en esdeveniments històrics. Les excavacions a la moderna San Giovenale, prop de Tarquínia, han revelat un assentament fundat al voltant del 650 aC i destruït durant el segle iv aC. Tot i que no es pot confirmar que la identitat de San Giovenale sigui la de l'antiga Cortuosa o Contenebra, encara és raonable atribuir la seva destrucció a la campanya descrita per Livi i situada el 388 aC.

## Guerra contra Tarquínia, Falerii i Caere (359–351 aC)
Com és costum, Livi és qui ens aporta la narració completa d'aquesta guerra. Part del seu discurs és corroborat per Diodor de Sicília, així com pels fasti triomfals.

### La visió dels clàssics
Livi escriu que, el 358 aC, Roma va declarar la guerra a Tarquínia després que unes forces de la ciutat etrusca haguessin saquejat el territori romà. El cònsol Gai Fabi Ambust va ser assignat per capitanejar les forces romanes. No obstant això, les forces de Tarquínia van derrotar Fabi i posteriorment van sacrificar 307 presoners de guerra romans. L'any següent, el 357 aC, Roma també va declarar la guerra a la ciutat de Falerii. Els habitants d'aquesta ciutat etrusca havien lluitat amb Tarquínia i havien refusat retornar els desertors romans que havien entrat a la ciutat després de la derrota. Aquesta campanya militar va ser assignada al cònsol Gneu Manli Capitolí Imperiós. Tot i així, tampoc va aconseguir cap èxit de renom, amb l'excepció de convocar el seu exèrcit, en un campament prop de Sutri, en assemblea, on va passar una llei per taxar la manumissió d'esclaus. Preocupats pel precedent que aquesta mesura podia establir, els tribuns de la plebs van convertir aquest fet en una ofensa capital, ja que l'assemblea s'havia celebrat en un indret diferent a l'habitual. Diodor de Sicília també explica que en la guerra entre els romans i els faleris no es va donar cap feta digne de menció, ja que només es va basar en el saqueig i el pillatge.
Segons Livi, el 356 aC el cònsol Marc Fabi Ambust va comandar els romans contra Falerii i Tarquínia. L'exèrcit etrusc es va presentar al combat amb sacerdots armats amb serps i torxes, que a primer cop d'ull van causar que els romans entressin en pànic i s'amaguessin darrere les seves palissades, però el cònsol va avergonyir els seus homes i els va fer tornar al combat. Els etruscs van ser massacrats i el seu campament capturat. Això va provocar que tot Etrúria s'alcés en armes, liderats per Tarquínia i Falerii, marxant cap a les mines romanes. Davant d'aquesta amenaça, els romans van nomenar dictador Gai Marci Rutil, que es va convertir en el primer plebeu que assolia aquest càrrec. Marci va dirigir les seves tropes a través del Tíber per mitjà de rais. Quan va topar per primer cop amb els etruscos, Marci va capturar el seu camp en un atac sorpresa que va acabar amb la captura de 8.000 enemics. La resta van morir o van ser perseguits fins que van sortir del territori romà. El poble de Roma va premiar Marci amb un triomf, però aquest no va ser confirmat pel Senat. Aquesta afirmació es pot comprovar a través dels fasti triomfals, que expliquen que Gai Marci Rutil, dictador, va triomfar sobre els etruscs el 6 de maig. Segons Diodor de Sicília, els etruscs van saquejar el territori romà i van arribar fins al Tíber, abans de tornar a casa.
Segons alguns dels autors consultats per Livi, el 355 aC el cònsol Gai Sulpici Pètic va saquejar el territori de Tarquínia, però d'altres expliquen que l'exèrcit estava comandat conjuntament amb el seu col·lega i que van lluitar contra els tiburtins. Més endavant, el 354 aC, els romans van forçar les tropes de Tarquínia a rendir-se, després de matar un gran nombre dels seus homes en combat. Els presoners van ser executats, amb l'excepció de 358 nobles, que van ser traslladats a Roma, on van ser flagel·lats i decapitats al Fòrum, com a contraprestació per l'execució de soldats romans per part de Tarquínia el 358 aC. Segons Diodor de Sicília, al Fòrum només hi van ser executats 260 nobles.
Livi és l'única font que explica els darrers anys d'aquesta guerra. El 353 aC van arribar rumors a Roma que el poble de Caere s'havia unit a Tarquínia, per solidaritat amb els seus companys etruscos. Això es confirma quan el cònsol Gai Sulpici Pètic, que es trobava fent tot de ràtzies pel territori de Tarquínia, va explicar que les mines de sal romanes havien estat atacades. Una part del botí havia estat enviar a Caere, de manera que era evident que alguns dels assaltants provenien d'aquesta ciutat. Així, els romans van nomenar Tit Manli Torquat com a nou dictador i van declarar la guerra a Caere. Aleshores els habitants de la ciutat etrusca van lamentar amargament les seves accions i van enviar ambaixadors a Roma que demanaven la pau. Com a conseqüència de la seva antiga amistat, els romans van acceptar una pau amb Caere que havia de durar cent anys. Aleshores van adreçar la mirada cap a Falerii, però els romans no van trobar cap enemic al camp, motiu pel qual van saquejar el seu territori i van tornar a Roma, sense intentar l'assalt a cap ciutat enemiga.
El 352 aC, com a conseqüència d'un seguit de rumors (sense cap fonament, com es veuria més tard) segons els quals les dotze ciutats etrusques havien format una lliga contra Roma, els romans van decidir nomenar un dictador. Al final els cònsols van nomenar Gai Juli Jul mentre encara es trobaven acampats, enlloc de fer-ho a la ciutat, com era habitual. Durant el 351 aC, el darrer any de la guerra, el cònsol Tit Quint Penne Capitolí Crispí va dur a terme una campanya contra Falerii, mentre que el seu col·lega Sulpici Pètic ho feu contra Tarquínia. No hi va haver cap batalla, ja que les dues ciutats etrusques estaven exhaurides després d'anys de patir els saquejos de les forces romanes, i van demanar una treva. Els romans van garantir a totes dues ciutats quaranta anys de treva.

### Interpretacions modernes
Els historiadors actuals accepten com a històrica bona part de la cronologia de la guerra, però posen en dubte la historicitat de molts esdeveniments individuals que s'hi disputen. Livi, com és habitual, situa la causa de la guerra en les agressions que patia Roma provinents de les ciutats etrusques, i en aquest cas podria ser veritat. En aquell moment Roma es trobava enfangada en una guerra molt rellevant amb Tíbur, així com amb les invasions gal·les i la política militar agressiva de Tarquínia, que pretenia arrabassar-li el control del baix Tíber a Roma. Caere devia ser una ciutat vassalla de Tarquínia. Falerii, per la seva banda, segurament estava motivada a reclamar els territoris que devia haver perdut davant de Roma uns quaranta anys abans.
Alguns acadèmics han vist el sacrifici de 307 presoners de guerra romans com una versió de la llegendària batalla del Cremera, on 306 homes dels fabis van morir, pretesament, en combat contra els etruscos. D'altres han fet comparacions entre les representacions de gladiadors i l'execució de presoners en l'art etrusc. Els sacerdots que portaven serps i torxes podrien ser invencions, però també podrien reflectir un ritu màgic etrusc que Livi i les seves fonts no entenien.
Mentre Beloch rebutja la dictadura de Marci Rutil, Oakley (1998) considera que és força difícil que s'inventi la dictadura del primer plebeu. Sembla que els historiadors romans inventaven molts dels primers recomptes de baixes, però també és probable que tinguessin accés a registres autèntics d'enemics morts i capturats des del final del segle iv aC; així, la mort de 8.000 etruscs el 356 aC podria estar fonamentada en registres contemporanis. Les baixes, en tot cas, no acostumen a ser un element que convidi a l'exageració, ni per part dels comandants ni per part dels historiadors. Forsythe (2005) ha proposat que aquesta campanya es podia haver situat dins del context de la fundació d'Òstia, el port de Roma. La història tradicional n'atribueix la fundació al quart rei de Roma, Anc Marci (que va regnar, segons la tradició, entre els anys 640 aC i 616 aC); no obstant això, el jaciment arqueològic més antic que s'ha trobat està datat a mitjan segle iv aC. La protecció de la costa i de la boca del Tíber contra els atacs de Tarquínia podria haver proveït un motiu per fundar-hi una colònia, i posteriorment els historiadors haurien confós el dictador Marci Rutil amb el rei Anc Marci.
Flagel·lar i decapitar era una pràctica romana comuna, per tant aquest detall podria ser una invenció d'algun analista posterior. Alguns historiadors creuen que Caere es va convertir en una civitas sine suffragio (o "ciutat sense dret a vot") el 353 aC, teoria que és rebutjada per Oakley (1998), que creu que aquest fet va succeir els anys 274 aC o 273 aC. Gai Juli Jul, el dictador del 352 aC, no apareix en cap més font. Aquest fet, sumat a les peculiaritats constitucionals del seu nomenament, juguen en contra de la historicitat d'aquesta dictadura. Les treves limitades en el temps no eren utilitzades en els darrers anys de la República romana; així, és poc probable que aquest fet fos inventat, i també proveeix d'una data ajustada a la realitat de la fi de la guerra. Com és habitual, Livi descriu Roma com a victoriosa, però amb la guerra dominada pels saquejos, i sense informació de les ciutats atacades, sembla que els combats van ser molt minsos. El que sí que és cert és que Roma, en aquest moment, encara no era prou forta per dominar Etrúria.

## El final de la guerra
El llac Vadimonis va ser l'escenari de les batalles finals entre etruscs i romans en 310 i en 283, en les que els romans van ser victoriosos. Vulci va ser prou forta per resistir fins que Tiberi Coruncani triomfés sobre ells en 280 aC, i Roma va ser l'eventual vencedor de les guerres. Els etruscs van ser assimilats a la cultura romana i Roma es va convertir en una de les superpotències mediterrànies entre els grecs i els cartaginesos, tot i que cal destacar que la llengua etrusca va sobreviure durant uns 300 anys més.